# آرمسترانگ فلورینگ
آرمسترانگ فلورینگ (انگلیسی: Armstrong Flooring) شرکت مصالح ساختمانی آمریکایی است، که در سال ۲۰۰۰ تأسیس شد.